# Park Narodowy Henri Pittier

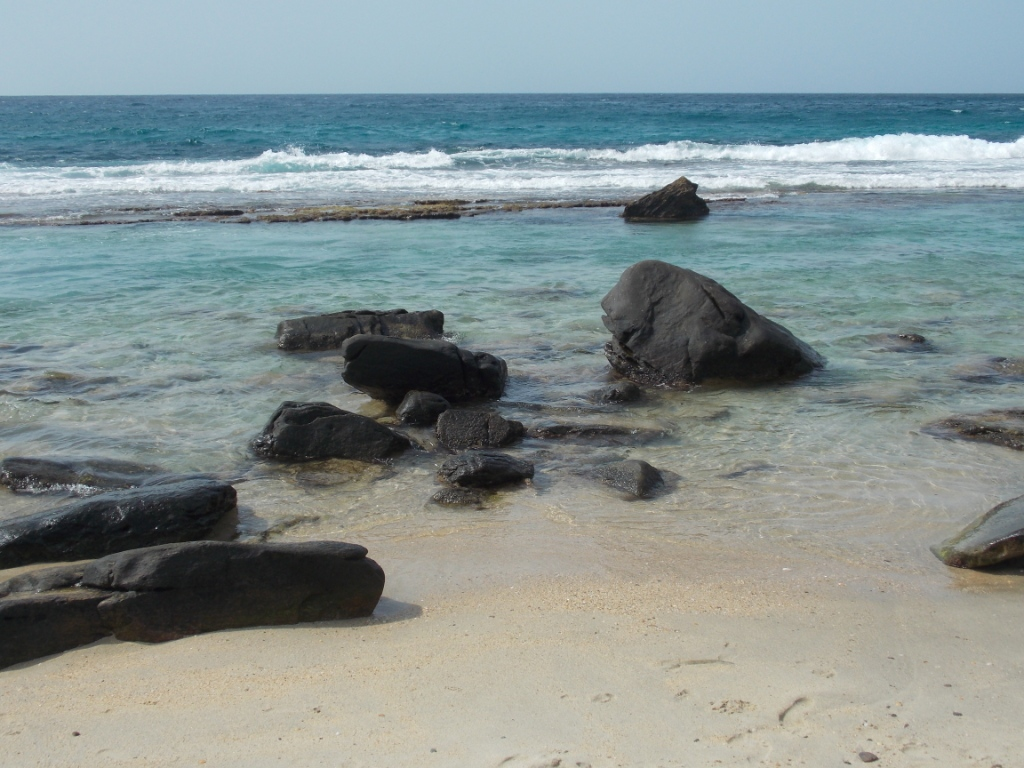
Wybrzeże Morza Karaibskiego

Park Narodowy Henri Pittier (hiszp. Parque nacional Henri Pittier) – park narodowy w północnej części Wenezueli położony w stanach Aragua i Carabobo. Został utworzony 13 lutego 1937 roku i zajmuje obszar 1078 km². W 2005 roku został zakwalifikowany przez BirdLife International jako ostoja ptaków IBA. Od zachodu graniczy z Parkiem Narodowym San Esteban.

## Opis
Park znajduje się nad Morzem Karaibskim i obejmuje silnie rozczłonkowane, północne stoki pasma górskiego Cordillera de la Costa stromo opadające w kierunku wybrzeża. Najwyższym szczytem jest Pico Cenizo (2436 m n.p.m.). Na południe od parku znajduje się jezioro Lago de Valencia. Występuje tu wiele rzek z których San Miguel, Turiamo, Ocumare, Cata, Cuyagua, Aroa, Cepe, Choroní i Chuao wpływają do Morza Karaibskiego, a Guayabita, Colorado, Güey i Limón do jeziora Lago de Valencia. W najniżej położonej części parku (na wybrzeżu) występują głównie lasy namorzynowe i sawanny. Wyżej  rosną lasy monsunowe i lasy mgliste.
Średnia roczna temperatura w parku wynosi w zależności od wysokości od +12 °C do +28 °C, a średnie roczne opady od 690 mm do 4000 mm.

## Flora
W lasach namorzynowych dominuje Rhizophora mangle, a na sawannach Melinis minutiflora i Neurolepis pittieri.
W lasach rośnie narażony na wyginięcie (VU) Gyranthera caribensis, a także m.in.: Curatella americana, Bowdichia virgilioides, Bactris setulosa, Chamaedorea pinnatifrons, Wettinia praemorsa, Capparis verrucosa, Aspidosperma cuspa, Coursetia ferruginea, Croton choristolepis i Machaonia ottonis. Z epifitów występują tu m.in.: rośliny z rodzin bromeliowate, pieprzowate i storczykowate.

## Fauna
W parku odnotowano aż 582 gatunki ptaków, z czego 22 to gatunki endemiczne. Są to zagrożone wyginięciem (EN) czyż czerwony i wodnik wenezuelski, narażone na wyginięcie (VU) czubacz hełmiasty, harpia wielka, ara zielona i czyż żółtolicy, a także m.in.:  kusaczka wenezuelska, sokół wędrowny, urubitinga czarna, urubitinga górska, tukan tęczodzioby, harpia gujańska i tłuszczak.
Występuje tu 140 gatunków ssaków. Są to krytycznie zagrożony wyginięciem (CR) czepiak brązowy, narażony na wyginięcie (VU) tapir amerykański, a także m.in.: wyjec rudy, japok wodny, kinkażu żółty, hirara amerykańska, ocelot wielki, ocelot nadrzewny, pakożer leśny, jaguar amerykański, puma płowa i endemiczny dla tego pasma górskiego krabojadek ziemnowodny.
Z płazów (38 gatunków)  i gadów (97 gatunków) w parku żyją m.in.: krytycznie zagrożony wyginięciem (CR) Atelopus cruciger oraz narażone na wyginięcie (VU) krokodyl amerykański i Bolitoglossa borburata.